# دره عباس (خرم‌آباد)
دره عباس روستایی در دهستان قایدرحمت بخش زاغه شهرستان خرم‌آباد استان لرستان ایران است. بر پایه سرشماری عمومی نفوس و مسکن در سال ۱۳۹۰ جمعیت این روستا ۱۲۲ نفر (در ۳۱ خانوار) بوده‌است.